# ОШ „Змај Јова Јовановић” Бања Лука
ОШ „Змај Јова Јовановић” једна је од основних школа у Бањој Луци. Налази се у улици Бранка Загорца 1. Име је добила по Јовану Јовановићу Змају, српском пјеснику, драмском писцу, преводиоцу и љекару.

## Историјат
Савјет за просвјету Народног одбора Града Бања Лука је 1954. године Другу нижу гимназију преименовао у Прву и другу осмогодишњу школу. Одлука да се Прва и Друга осмогодишња школа споје у једну основну школу донио је савјет за школство Општинског одбора у Бањој Луци 1. септембра 1957. када је добила назив Осмогодишња школа „Змај Јова Јовановић”. Настава се изводила у три зграде у четрдесет и три одјељења. Школу је похађало 1565 ученика, од чега и 161 ратне сирочади из Дома „Данко Митров” који је 1962. године преименован у Дом за дјецу без родитељског старања „Рада Врањешевић”. Школа је смјештена у објекту који се налазио на лијевој обали Врбаса, у близини Градског моста. У земљотресу 1969. школска зграда је знатно оштећена, а ученици с особљем школе су измјештени у Градац на мору. Током 1970. се настава одвијала у донекле адаптираном неусловном простору и сусједној школи „Филип Мацура”. Изградња новог објекта у насељу Хисета, касније Кочићев вијенац, је почела исте године. У нову зграду је усељена 14. фебруара 1971, а свечано отварање је обављено 14. марта. Љетопис школе се води од 7. новембра 1952, а води га директор школе. До Одбрамбено-отаџбинског рата 1992—1995. су сарађивали са основним школама „Светозар Милетић” Земун, „Антун Михановић” Осијек, „Коле Канински” Битољ, „Стражишче” Крањ и „Милан Вуковић” Херцег Нови. Школске 2015—2016. је имала 426 ученика и тридесет и три наставника, два вјероучитеља православне и по једног исламске и католичке вјеронауке. У ђачкој библиотеци је било око 9500, а у наставничкој око 2600 књига. Поред библиотеке, школа има уређену спортску салу, спортске терене и стоматолошку амбуланту. Ђачки лист „Цвркут” је излазио од 1992. до 2013. године.